# Evans Kidero
Evans Odhiambo Kidero (Nairobi, 20 maggio 1957) è un politico keniota, ex governatore della contea di Nairobi e ora sindaco della città dal 27 marzo 2013.

## Biografia
Nato per la precisione a Majengo, una baraccopoli di Nairobi, e figlio di un poliziotto e di una casalinga, Kidero si è laureato in farmacia nel 1983 presso l'università di Nairobi.
Prima di entrare nel mondo della politica Kidero ha lavorato per la Mumias Sugar Company, la Nation Media Group e la SmithKline Beecham.

## Carriera politica
Kidero è stato eletto come primo governatore della Contea di Nairobi nelle elezioni governatoriali di Nairobi del 2013 con il supporto dell'ODM (Orange Democratic Movement).
In seguito ad una petizione di Ferdinand Waititu, suo avversario alle elezioni governatoriali, Kidero è stato rimosso dall'incarico di Governatore di Nairobi dalla Corte per le pratiche elettorali scorrette. Successivamente, Kidero è stato reintegrato dalla Corte Suprema grazie ad un appello che ha annullato la decisione della Corte d'appello. Nelle elezioni del 2017, Evans Kidero ha perso contro Mike Sonko nella corsa per la carica di governatore di Nairobi.
Il Dr. Kidero è sposato con Susan Mboya, figlia del defunto politico kenyano Tom Mboya. Ha tre figli dal precedente matrimonio con la defunta Abigail Odhiambo Kidero.